# Agostino Veneziano
Agostino Veneziano, eigentlich Agostino dei Musi (* um 1490 in Venedig; † um 1540 in Rom) war ein italienischer Kupferstecher.

## Biographie
Agostino Veneziano erhielt seine erste Ausbildung in Venedig, sein Lehrmeister ist allerdings nicht bekannt. Zunächst kopierte er Stiche von Albrecht Dürer und Giulio Campagnola und schuf dann eigene Werke im Stil Dürers. Um 1515/16 hielt er sich in Florenz auf. Ab 1516 arbeitete er bis zum Sacco di Roma in der Werkstatt von Marcantonio Raimondi, kehrte aber später wieder nach Rom zurück. 
Sein künstlerisches Schaffen ist von 1509 bis 1536 nachzuweisen. Seine Kupferstiche orientierten sich an Raffael, Giulio Romano, Baccio Bandinelli und Rosso Fiorentino. Seine Arbeitsweise und die von Marantonio Raimondi sind sehr ähnlich, nicht alle seine Arbeiten tragen seine Signatur, sodass es in der Wissenschaft Schwierigkeiten bei der Zuordnung gibt. An einigen seiner Stiche, wie dem berühmten Lo stregozzo, waren möglicherweise beide beteiligt. Neben figürlichen Darstellungen stach er auch antike Architekturen und Artefakte, seltener auch Ornamentstiche. Seine Grotesken schufen ihm Bekanntheit, seine Stiche fanden weite Verbreitung und trugen zur Kenntnis der italienischen Renaissanceformen im Norden bei.

## Werke (Auswahl)

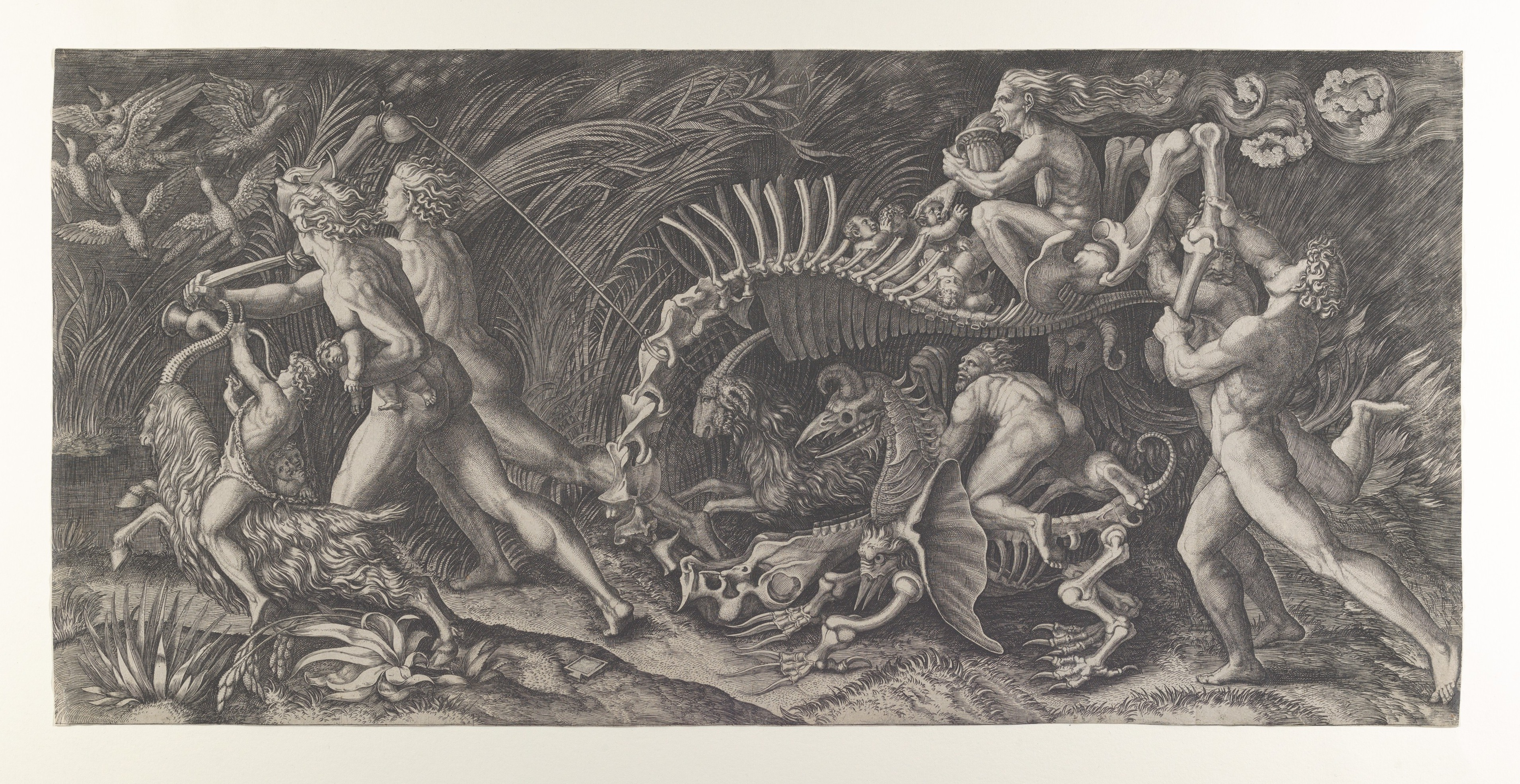
Lo stregozzo
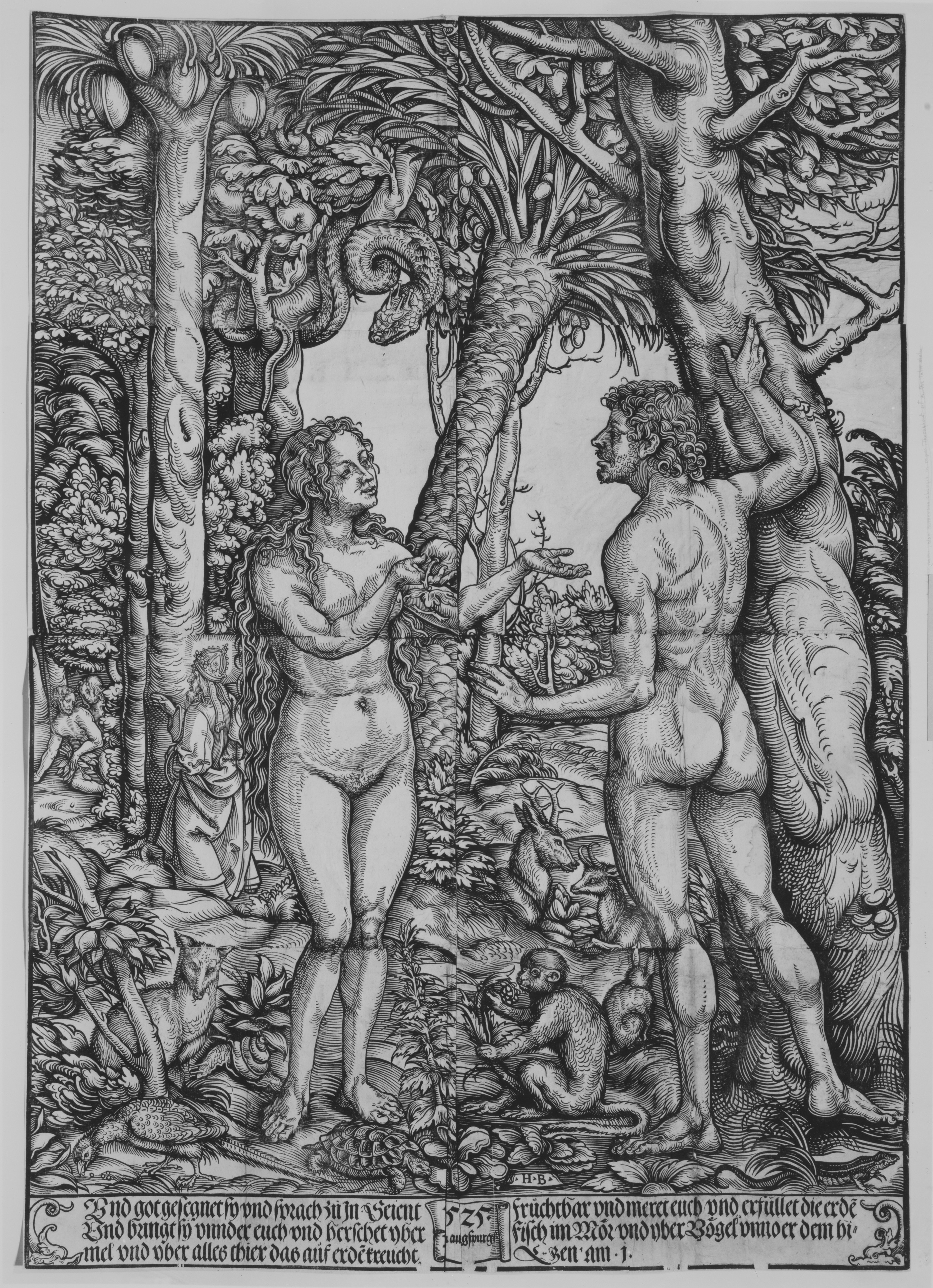
Die Philosophen
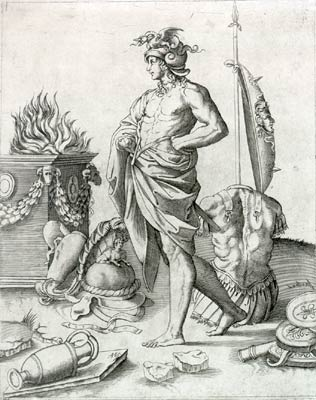
Alcibiade
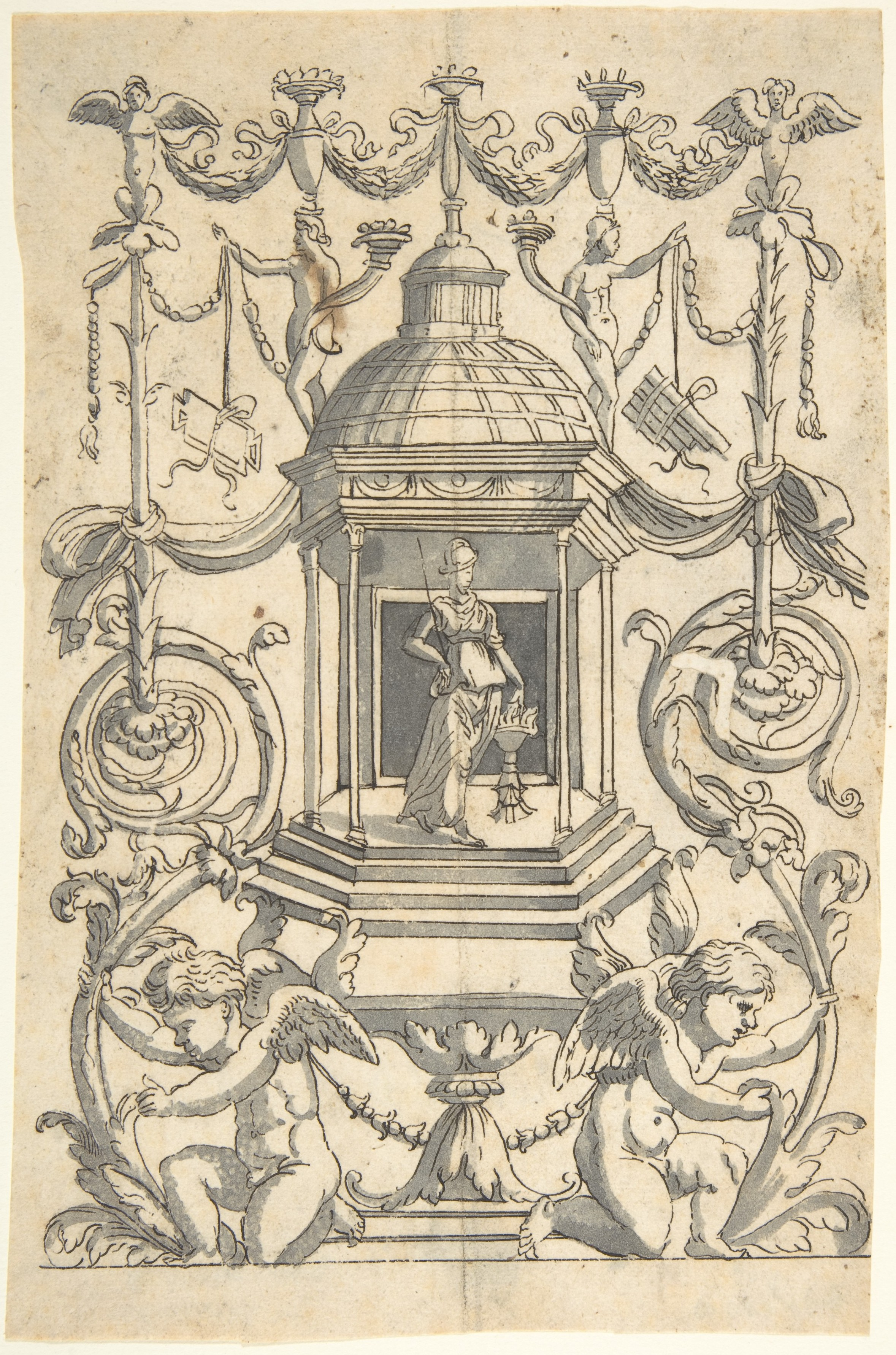
Groteske mit einer weiblichen Figur